# Лемешівська сільська рада (Яготинський район)
| Лемешівська сільська рада — колишній орган місцевого самоврядування у Яготинському районі Київської області з адміністративним центром у с. Лемешівка. Історична дата утворення: в 1963 році. Водоймища на території, підпорядкованій даній раді: річка Оржиця. Сільській раді підпорядковані населені пункти: - с. Лемешівка - с. Гензерівка - с. Лукомщина |

## Склад ради
Рада складалася з 16 депутатів та голови.

### Керівний склад ради
| ПІБ                         | Основні відомості                                                         | Дата обрання | Дата звільнення |
| --------------------------- | ------------------------------------------------------------------------- | ------------ | --------------- |
| Грушник Григорій Іванович   | Сільський голова, 1954 року народження, освіта, безпартійний              | 26.03.2006   | 31.10.2010      |
| Желіба Любов Юхимівна       | Сільський голова, 1957 року народження, освіта вища, член Партії регіонів | 31.10.2010   | вже не діюча    |
| Бондаренко Надія Миколаївна |                                                                           |              |                 |

Примітка: таблиця складена за даними джерела